# Warszawa Chopin Lufthavn
Warszawa Chopin Lufthavn (IATA: WAW, ICAO: EPWA), er en international lufthavn placeret 10 km sydvest for centrum af Polens hovedstad Warszawa. Lufthavnen blev indviet i 1934.
I 2011 ekspederede den 9.337.456 passagerer og 116.693 flybevægelser, hvilket gør den til Polens største med omkring 50% af landets samlede passagertrafik, foran Kraków-Balice Johannes Paul II Lufthavn.
Fra åbningen i 1934 indtil 2001 hed lufthavnen Warszawa-Okęcie Lufthavn, hvor den blev omdøbt til det nuværende navn til hæder for komponisten Frédéric Chopin.

## Trafiktal
Passagertrafikken på Warszawa Chopin Lufthavn er steget dramatisk siden kommunismens fald i Polen i 1989, og fjernelse af restriktionerne for polske statsborgeres rejser til udlandet.
| 1994                                | 2.198.008 |        |         |
| 2005                                | 7.071.881 |        | 115.320 |
| 2006                                | 8.101.827 | 014.6% | 126.534 |
| 2007                                | 9.268.476 | 014.4% | 133.146 |
| 2008                                | 9.460.606 | 02%    | 129.728 |
| 2009                                | 8.320.927 | 012%   | 117.353 |
| 2010                                | 8.712.384 | 04.7%  | 116.691 |
| 2011                                | 9.337.456 | 07.2%  | 116.693 |
| Kilde: Lotnisko Chopina w Warszawie |           |        |         |